# Koreansk kalender
Den traditionella koreanska kalendern (koreanska: 단군; Hanja: 檀君) är en lunisolarkalender. Precis som majoriteten av de andra traditionella kalendrar i Östasien, är den koreanska kalendern kopierad från den kinesiska kalendern.
Sedan 1896 används främst den gregorianska kalendern i Sydkorea. Men de traditionella högtiderna är fortfarande baserade på den gamla kalendern. I Nordkorea har man sedan 1977 använt Juchekalendern.

## Referenslista
1. ↑  Sohn, Ho-Min (2006). Korean language in culture and society. KLEAR Textbooks in Korean language. University of Hawai'i press. ISBN 978-0-8248-2694-9
2. ↑  Dershowitz, Nachum (2008). Calendrical calculations (3. ed., 1. publ). Cambridge Univ. Press. ISBN 978-0-521-88540-9
3. ↑  이, 은성 (på koreanska), 역법 (曆法), Academy of Korean Studies, https://encykorea.aks.ac.kr/Article/E0036603, läst 30 juni 2024